# Токсикодендрон
Токсикодендрон, или Ипритка (лат. Toxicodendron) — род древесных, кустарниковых и вьющихся растений семейства Сумаховые или Анакардиевые (Anacardiaceae), включающий в себя такие растения, как плющ ядовитый (Toxicodendron radicans), ядовитый дуб (Toxicodendron diversilobum) и лаковое дерево (Toxicodendron vernicifluum).
Виды рода иногда включаются в род Сумах (Rhus), хотя в последнее время исследования молекулярной структуры указывают на то, что Токсикодендрон представляет собой отдельный монофилетический род.
Ареал рода расположен в Азии, Северной и Южной Америке.
Все виды содержат раздражающее кожу масло урушиол, которое может вызывать сильную аллергическую реакцию.

## Название
Название рода происходит от греческих слов «яд» (греч. τοξικος) и «дерево» (греч. δενδρον).

## Описание
Имеют сборные соцветия, очерёдностоящие листья и беловатые или сероватые костянки. Самым известным видом рода в Северной Америке является плющ ядовитый, растущий повсеместно в восточной части Северной Америки и ядовитый дуб (Toxicodendron diversilobum), также обычное растение, но на западе континента.
Морфология этих растений довольно разнообразна. Листья могут быть ровными, зубчатыми или лопастными и все три типа листьев могут быть представлены на одном растении. Растения растут как ползучие лианы, вьющиеся лианы, кусты или, в случае лакового дерева и ядовитого сумаха, как деревья. В то время как обычно листья ядовитого плюща и ядовитого дуба имеют три листочка, иногда их бывает пять или порой даже семь. Листья ядовитого сумаха имеют 7-13 листочков, а лакового дерева — 7—19 листочков.
Названия происходят от аллергичности и внешнего сходства этих растений с другими, не состоящими с ними в родстве. Ядовитый дуб не является дубом, а назван так из-за сходства его листьев с листьями белого дуба, а плющ ядовитый не имеет отношения к плющам, но несколько схож с ними по форме роста. Фактически эти растения не содержат яда; вещество, которое они выделяют, является потенциальным аллергеном.
Смола видов, произрастающих в Японии, Китае и других азиатских странах, таких как Лаковое дерево (Toxicodendron vernicifluum) и Восковое дерево (Toxicodendron succedaneum), используется для изготовления лака и, как сопутствующий продукт лакового производства, их ягоды используются для получения японского воска.

## Виды
По информации базы данных The Plant List, род включает 30 видов:
- Toxicodendron acuminatum (DC.) C.Y.Wu & T.L.Ming
- Toxicodendron blodgettii (Kearney) Greene
- Toxicodendron calcicola C.Y.Wu
- Toxicodendron delavayi (Franch.) F.A.Barkley
- Toxicodendron diversilobum (Torr. & A.Gray) Greene — Западный ядовитый дуб
- Toxicodendron eximium Greene
- Toxicodendron fulvum (W.G.Craib) C.Y.Wu & T.L.Ming
- Toxicodendron grandiflorum C.Y.Wu & T.L.Ming
- Toxicodendron griffithii (Hook.f.) Kuntze
- Toxicodendron hirtellum C.Y.Wu
- Toxicodendron hookeri (K.C.Sahni & Bahadur) C.Y.Wu & T.L.Ming
- Toxicodendron orientale Greene — Токсикодендрон восточный, или Азиатский ядовитый плющ
- Toxicodendron phaseoloides Greene
- Toxicodendron pubescens Mill. —  Атлантический ядовитый дуб, или Сумах ядовитый
- Toxicodendron quercifolium (Michx.) Greene
- Toxicodendron radicans (L.) Kuntze — Токсикодендрон укореняющийся, или Ядовитый плющ
- Toxicodendron rhetsoides (W.G.Craib) Tardieu
- Toxicodendron rhomboideum (Small) Greene
- Toxicodendron rostratum T.L.Ming & Z.F.Chen
- Toxicodendron rydbergii (Small ex Rydb.) Greene
- Toxicodendron sempervirens (Scheele) Kuntze
- Toxicodendron striatum (Ruiz & Pav.) Kuntze
- Toxicodendron succedaneum (L.) Kuntze — Восковое дерево
- Toxicodendron sylvestre (Siebold & Zucc.) Kuntze
- Toxicodendron toxicarium Gillis
- Toxicodendron trichocarpum (Miq.) Kuntze — Токсикодендрон волосистоплодный
- Toxicodendron vernicifluum (Stokes) F.A.Barkley — Лаковое дерево
- Toxicodendron vernix (L.) Kuntze — Ядовитый сумах
- Toxicodendron wallichii (Hook.f.) Kuntze
- Toxicodendron yunnanense C.Y.Wu

Некоторые виды
- Toxicodendron diversilobum (Torr. & A.Gray) Greene — Западный ядовитый дуб (syn. Rhus diversiloba) встречается в основном в западной Северной Америке, от тихоокеанского побережья до Сьерра-Невады и Каскадных гор между южной Британской Колумбией и на юг до Нижней Калифорнии. Очень обычен в этом регионе и является здесь доминирующим видом рода. Также это один из самых распространённых древесных кустарников Калифорнии[5]. Это растение очень вариативно и растёт как плотный кустарник на солнечных местах или как лазающая лиана в тени. Размножается ползучими ризомами или семенами[6]. Составные листья разделены на три листочка, 35—100 мм длиной, с заострёнными, зубчатыми или ровными краями. Жители Калифорнии учатся распознавать это растение по поговорке «листьев три — обходи» (англ. leaves of three, let it be). В зависимости от времени года листья могут приобретать разные оттенки красного, жёлтого или зелёного цвета.